# Lord Wellington (1811)
La fragata Lord Wellington, fue un buque incorporado a la naciente Armada Argentina que nunca llegó a ser alistado y a operar en combate.

## Historia
En el año de 1811 Francisco de Gurruchaga, diputado por la provincia de Salta ante la Junta Grande, recibió el encargo de organizar una escuadra que enfrentara a la realista con base en la ciudad de Montevideo, la cual operaba sin oposición en el Río de la Plata bloqueando los puertos de los territorios adheridos al movimiento emancipador y llegando a bombardear la ciudad capital.
A esos efectos, el 18 de julio Gurruchaga dio instrucciones de embargar cuatro buques: la Lord Wellington, fragata mercante británica matriculada en Liverpool, la Bell, la Countess of York, y una cuarta cuyo nombre no se conservó, todas de igual bandera. 
La naciente escuadra fue puesta al mando del capitán Tomás Taylor e inició en junio de ese año su alistamiento en Barracas, pero la Wellington, al igual que las restantes naves de la flota, nunca llegó a ser armada ni entró en operaciones. 
Ante las circunstancias, el capitán Taylor actuaba fundamentalmente como comandante del queche Hiena, única nave capaz de vencer el bloqueo enemigo, por lo que se carecía de un eficaz comando en jefe que pudiera vencer los obstáculos, principalmente la falta de tripulaciones y artillería adecuadas. Por añadidura fue necesario proveer de tripulantes a los buques ya operativos, el Hiena, la sumaca Santo Domingo y la goleta Nuestra Señora del Carmen, y fue John Linar, tercer oficial del Wellington, quien probablemente más aportó a esos efectos. 
Ante la mora en el alistamiento, cuando el 12 de agosto de 1811 se efectuó el segundo bombardeo de Buenos Aires solo el Hiena se encontraba en operaciones pero ausente del puerto, por lo que la capital fue defendida solo por cuatro lanchones artilladados con un cañón.
El 23 de septiembre de 1811 la Junta Grande fue reemplazada en el poder ejecutivo por el Primer Triunvirato, el cual firmó el 20 de octubre de 1811 con Francisco Javier de Elío el llamado "Tratado de Pacificación" (o de la "Concordia"), en cuyo artículo 12 se preveía "el cese de toda hostilidad y bloqueo en los ríos y costas".
Tras el armisticio, se cerró el Ministerio de Marina de Buenos Aires y los buques fueron devueltos a sus capitanes, incluida la Wellington, cuyo capitán había interpuesto un recurso en tal sentido el 22 de julio. 
El desmantelamiento de la que debía ser la segunda escuadra de la revolución, fue claramente una decisión prematura y errónea, dado que el tratado tendría una existencia efímera. En efecto, ante el apoyo encubierto que los revolucionarios continuaban brindando a las milicias de la Banda Oriental y el incumplimiento del retiro de las tropas portuguesas el acuerdo cayó en pocos meses. El sucesor de Elío en el gobierno de Montevideo, Gaspar de Vigodet, dio órdenes de reiniciar las operaciones sobre Buenos Aires y el 4 de marzo de 1812 se produciría el tercer bombardeo de Buenos Aires. Nuevamente sería el queche Hiena al mando de Tomás Taylor y una cañonera patriota las únicas fuerzas a oponer.
En 1815, el comerciante Guillermo Pío White, uno de los responsables del levantamiento de la segunda escuadra que en la campaña naval de 1814 al mando de Guillermo Brown derrotaría a los realistas en el Combate de Martín García y facilitaría la conquista de Montevideo, entabló un reclamo ante el gobierno por el breve uso de la Welington en 1811, aduciendo que la fragata era en realidad de su propiedad.
La fragata Lord Wellington se hundió el 13 de octubre de 1851 frente a la isla San Lorenzo en Perú.